# 许甦魂
许甦魂（1896年—1931年），原名许统绪，又名许进，男，生于广东省潮安县庵埠区，中国共产党早期人物，曾任中國國民黨第二屆中央執行委員會候补执行委员。
1916年到新加坡谋生。1921年，在吉隆坡加入中国国民党。曾任吉隆坡《益群日报》编辑，中国国民党缅甸党支部负责人，仰光《觉民日报》总编辑。1924年回国，加入中国共产党。1927年，参加南昌起义，任南昌起义前敌委员会秘书。后参加百色起义。历任中国工农红军第七军十九师政治部主任，红七军前敌委员会委员，红七军政治部主任等职。1931年，红七军肃反中，与李明瑞被打成“国民党改组派”。最终，在1932年年初受迫害致死。1945年，中共七大后，平反昭雪、恢复名誉，追认为烈士:47。
张云逸评价，“许甦魂是一位为中国革命英勇奋斗，对党对人民的事业忠心耿耿的优秀共产党员。”:54